# Rezerwat przyrody Pateraki
Pateraki – rezerwat przyrody w miejscowości Czajkowa, w gminie Tuszów Narodowy, w powiecie mieleckim, w województwie podkarpackim. Znajduje się na terenie leśnictwa Pateraki (Nadleśnictwo Mielec). Leży w północnej części Mielecko-Kolbuszowsko-Głogowskiego Obszaru Chronionego Krajobrazu oraz w granicach obszaru ptasiego sieci Natura 2000 „Puszcza Sandomierska” PLB180005.
- numer według rejestru wojewódzkiego – 81
- powierzchnia według aktu powołującego – 58,40 ha[3] (od 2017 roku podawana wartość 60,17 ha[1])
- dokument powołujący – 
  - Rozporządzenie Wojewody Podkarpackiego z dnia 8 stycznia 2002 r. w sprawie uznania za rezerwat przyrody (Dz. Urz. Województwa Podkarpackiego z 2002 r. Nr 2, poz. 5)
  - Zarządzenie Regionalnego Dyrektora Ochrony Środowiska w Rzeszowie z dnia 7 listopada 2017 r. w sprawie rezerwatu przyrody "Pateraki"[1]
- rodzaj rezerwatu – leśny[1]
- przedmiot ochrony (według aktu powołującego) – fitocenozy grądu subkontynentalnego o wysokim stopniu wewnętrznego zróżnicowania[1]

Niemal całą powierzchnię rezerwatu zajmują zbiorowiska leśne; dominuje grąd subkontynentalny, rośnie tu też kontynentalny bór mieszany oraz łęg jesionowo-olszowy. Niewielki fragment rezerwatu zajmuje zbiorowisko segetalne z klasy Secalietea na roli stanowiącej poletko łowieckie. Do spotykanych tu chronionych gatunków roślin należą m.in. lilia złotogłów, bluszcz pospolity, kruszczyk szerokolistny, wawrzynek wilczełyko i śnieżyca wiosenna.

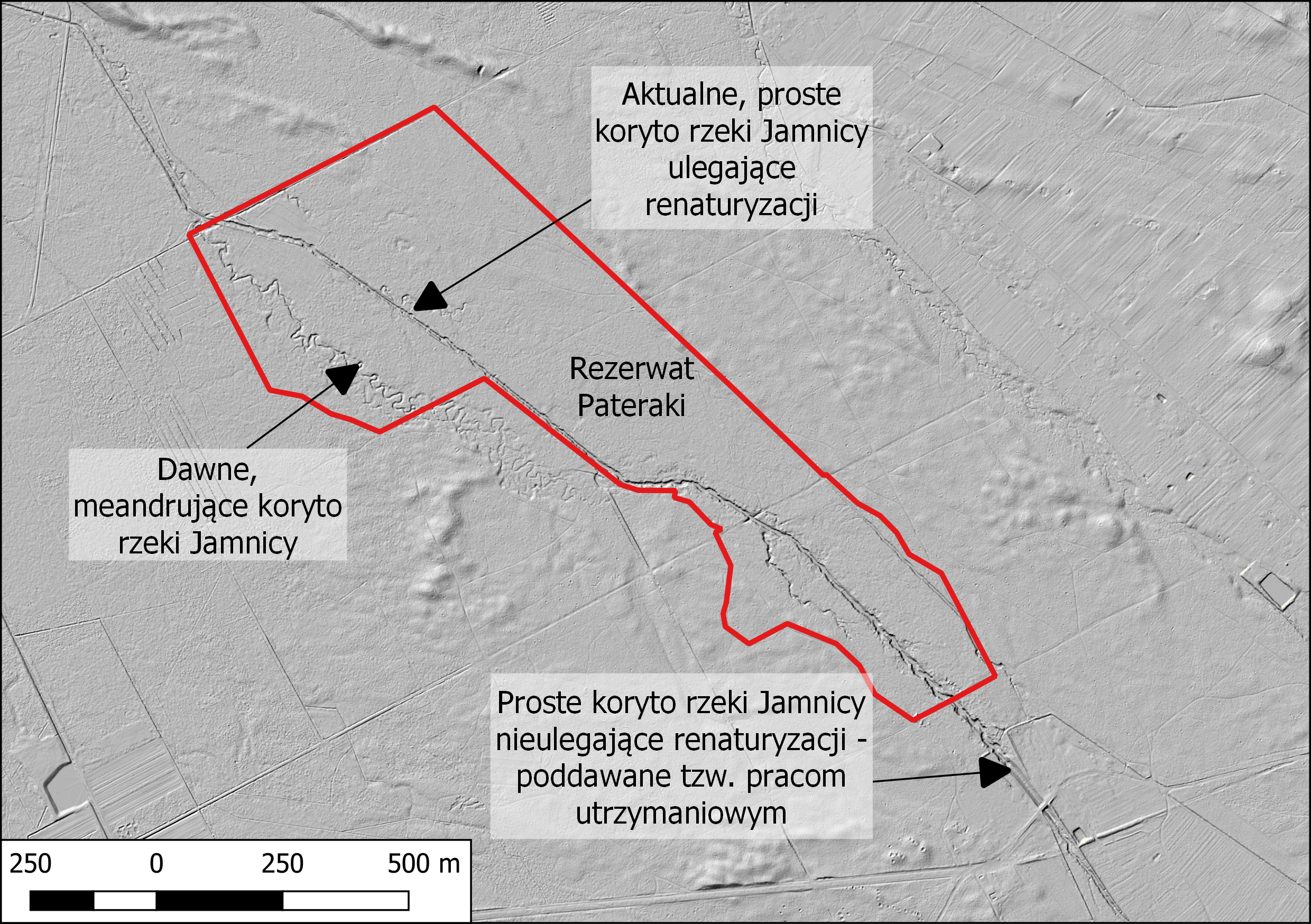
Rzeźba terenu w rezerwacie Pateraki. Widoczne obecne i dawne koryto rzeki Jamnicy (Trześniówki). Mapa podkładowa: Cieniowanie ISOK (Geoportal)

Przez rezerwat przepływa rzeka Jamnica (lub górny bieg Trześniówki - różnie opisana na różnych mapach). Rzeka została uregulowana między 1904 a 1930 r. W ramach regulacji zostało wykopane zupełnie nowe, proste koryto o rzędnej dna znacznie niższej niż rzędna dna pierwotnej rzeki. Obszar aktualnie objęty ochroną rezerwatową został więc celowo osuszony. Poza rezerwatem przyrody rzeka poddawana jest regularnie pracom utrzymaniowym, a na obszarze rezerwatu samoczynnie renaturyzuje się.

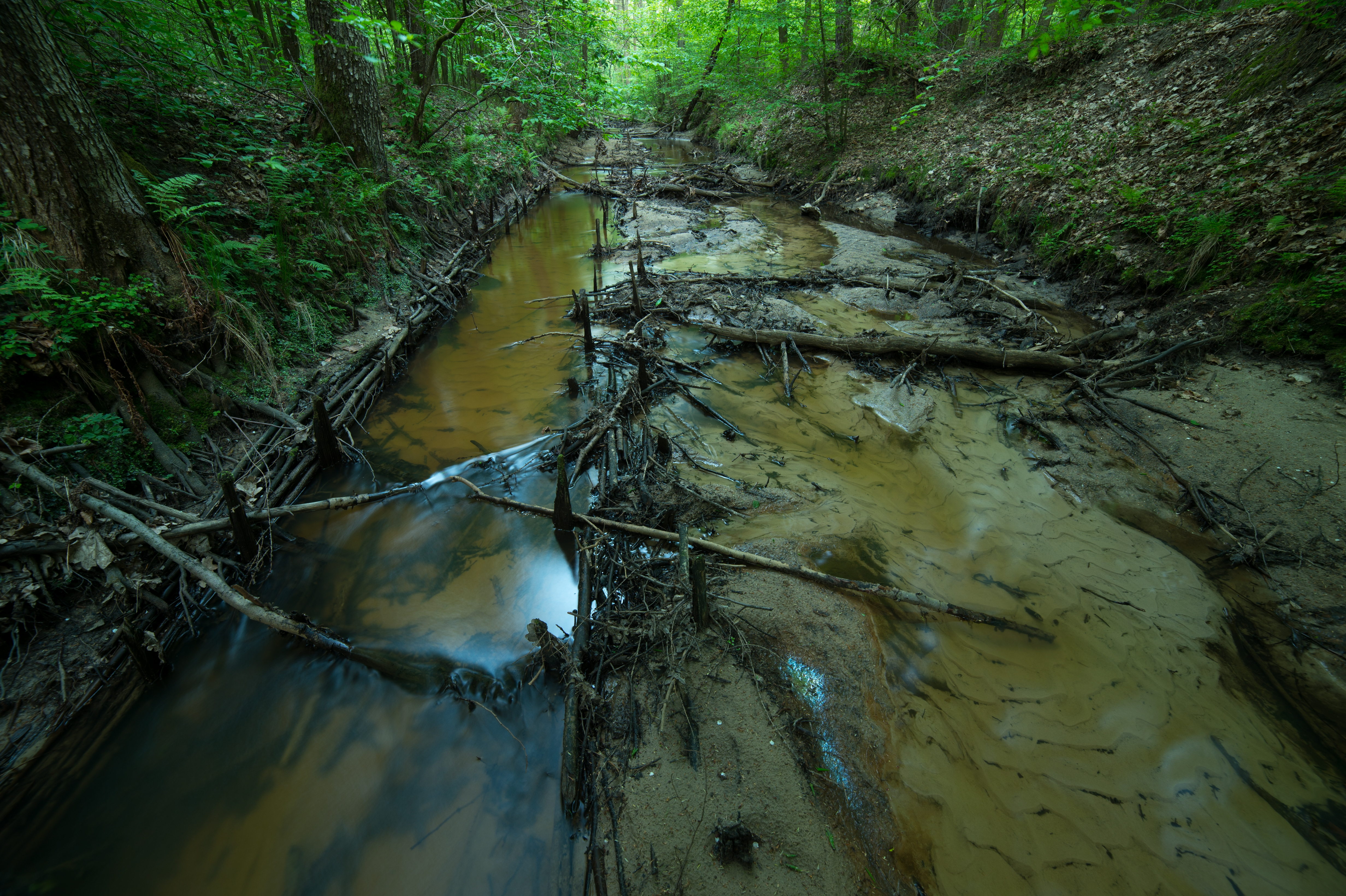
Uregulowana 100 lat temu rzeka Jamnica (Trześniówka) w rezerwacie Pateraki

Poszczególne części rezerwatu podlegają ochronie ścisłej, czynnej lub krajobrazowej.